# Australische Cricket-Nationalmannschaft in Indien in der Saison 2009/10
Die Tour der australischen Cricket-Nationalmannschaft nach Indien in der Saison 2008/09 fand vom 25. Oktober bis zum 11. November 2009 statt. Die internationale Cricket-Tour war Teil der internationalen Cricket-Saison 2009/10 und umfasste sieben ODIs. Australien gewann die Serie 4-2.

## Vorgeschichte
Für beide Mannschaften war es die erste Tour der Saison nach der ICC Champions Trophy 2009. Das letzte Aufeinandertreffen der beiden Mannschaften bei einer Tour fand in der Saison 2008/09 in Indien statt.

## Stadien
Die folgenden Stadien wurden für die Tour ausgewählt.
| Stadion                                    | Stadt       | Kapazität | Spiele |
| ------------------------------------------ | ----------- | --------- | ------ |
| Feroz Shah Kotla                           | Delhi       | 48.000    | 3. ODI |
| Nehru Stadium                              | Guwahati    | 15.000    | 6. ODI |
| Rajiv Gandhi International Cricket Stadium | Hyderabad   | 55.000    | 5. ODI |
| Punjab Cricket Association Stadium         | Mohali      | 35.000    | 4. ODI |
| Vidarbha Cricket Association Stadium       | Nagpur      | 45.000    | 2. ODI |
| DY Patil Stadium                           | Navi Mumbai | 55.000    | 7. ODI |
| IPCL Sports Complex Ground                 | Vadodara    | 20.000    | 1. ODI |

## Kader
Australien benannte seinen Kader am 9. Oktober 2009.
Indien benannte seinen Kader am 15. Oktober 2009.
| ODI | ODI |
| Indien | Australien |
| --- | --- |
| - MS Dhoni (K & wk) - Gautam Gambhir - Ravindra Jadeja - Virat Kohli - Praveen Kumar - Amit Mishra - Ashish Nehra - Munaf Patel - Suresh Raina - Virender Sehwag - Ishant Sharma - Harbhajan Singh - Yuvraj Singh - Sachin Tendulkar - Sudeep Tyagi | - Ricky Ponting (K) - Doug Bollinger - Nathan Hauritz - Ben Hilfenhaus - Jon Holland - James Hopes - Michael Hussey - Mitchell Johnson - Brett Lee - Shaun Marsh - Tim Paine (wk) - Peter Siddle - Adam Voges - Shane Watson - Cameron White |

## One-Day Internationals

### Erstes ODI in Vadodara
| 25. Oktober Scorecard | Vadodara | Australien 292-8 (50)         | – | Indien 288-8 (50) |
|                       |          | Australien gewinnt mit 4 Runs |   |                   |

### Zweites ODI in Nagpur
| 28. Oktober Scorecard | Nagpur | Indien 354-7 (50)          | – | Australien 255 (48.3) |
|                       |        | Indien gewinnt mit 99 Runs |   |                       |

### Drittes ODI in Delhi
| 31. Oktober Scorecard | Delhi | Australien 229-5 (50)        | – | Indien 230-4 (48.2) |
|                       |       | Indien gewinnt mit 6 Wickets |   |                     |

### Viertes ODI in Mohali
| 2. November Scorecard | Mohali | Australien 250 (49.2)          | – | Indien 226 (46.4) |
|                       |        | Australien gewinnt mit 24 Runs |   |                   |

### Fünftes ODI in Hyderabad
| 5. November Scorecard | Hyderabad | Australien 350-4 (50)         | – | Indien 347 (49.4) |
|                       |           | Australien gewinnt mit 3 Runs |   |                   |

### Sechstes ODI in Guwahati
| 8. November Scorecard | Guwahati | Indien 170 (48)                  | – | Australien 172-4 (41.5) |
|                       |          | Australien gewinnt mit 6 Wickets |   |                         |

### Siebtes ODI in Navi Mumbai
| 11. November Scorecard | Navi Mumbai | Indien         | – | Australien |
|                        |             | Spiel abgesagt |   |            |

## Statistiken
Die folgenden Cricketstatistiken wurden bei dieser Tour erzielt.
| ODIs             | ODIs       | ODIs    | ODIs    | ODIs    | ODIs    | ODIs    | ODIs    | ODIs    |
| Batting          | Batting    | Batting | Batting | Batting | Batting | Batting | Batting | Batting |
| Spieler          | Mannschaft | Spiele  | Innings | Runs    | Average | HS      | 100s    | 50s     |
| ---------------- | ---------- | ------- | ------- | ------- | ------- | ------- | ------- | ------- |
| Michael Hussey   | Australien | 6       | 6       | 313     | 104,33  | 81*     | 0       | 3       |
| MS Dhoni         | Indien     | 6       | 6       | 285     | 57,00   | 124     | 1       | 1       |
| Sachin Tendulkar | Indien     | 6       | 6       | 275     | 45,83   | 175     | 1       | 0       |
| Ricky Ponting    | Australien | 6       | 6       | 267     | 44,50   | 74      | 0       | 3       |
| Shane Watson     | Australien | 6       | 6       | 256     | 42,66   | 93      | 0       | 1       |
| Bowling          |            |         |         |         |         |         |         |         |
| Spieler          | Mannschaft | Spiele  | Overs   | Wickets | Average | BBI     | 5W      | 10W     |
| Shane Watson     | Australien | 6       | 39.2    | 10      | 22,00   | 3/29    | 0       | 0       |
| Doug Bollinger   | Australien | 4       | 39      | 9       | 19,33   | 5/35    | 1       | 0       |
| Mitchell Johnson | Australien | 5       | 47.2    | 9       | 32,22   | 3/39    | 0       | 0       |
| Harbhajan Singh  | Indien     | 6       | 60      | 8       | 33,87   | 2/23    | 0       | 0       |
| Ashish Nehra     | Indien     | 6       | 47      | 7       | 40,85   | 3/37    | 0       | 0       |

## Player of the Series
Als Player of the Series wurden die folgenden Spieler ausgezeichnet.
| Serie | Player of the Series |
| ----- | -------------------- |
| ODI   | Shane Watson         |

### Player of the Match
Als Player of the Match wurden die folgenden Spieler ausgezeichnet.
| Spiel  | Player of the Match |
| ------ | ------------------- |
| 1. ODI | Michael Hussey      |
| 2. ODI | MS Dhoni            |
| 3. ODI | Yuvraj Singh        |
| 4. ODI | Shane Watson        |
| 5. ODI | Sachin Tendulkar    |
| 6. ODI | Doug Bollinger      |